# Donja Brvenica
Donja Brvenica (en serbe cyrillique : Доња Брвеница) est un village du nord du Monténégro, dans la municipalité de Pljevlja.

## Démographie

### Évolution historique de la population
| 1948 | 1953 | 1961 | 1971 | 1981 | 1991 | 2003 |
| ---- | ---- | ---- | ---- | ---- | ---- | ---- |
| 377  | 372  | 388  | 350  | 278  | 214  | 144  |